# Rat u Abhaziji (1992. – 1993.)
Rat u Abhaziji od 1992. do 1993. (gruz. აფხაზეთის ომი) bio je vojni sukob koji je uključivao gruzijske vladine snage s jedne strane i abhazijske separatističke snage koje su se borile za neovisnost Abhazije od Gruzije, ruskih oružanih snaga i boraca sa Sjevernog Kavkazu. Etnički Gruzijci koji žive u Abhaziji su se borili u velikoj mjeri na strani gruzijskih vladinih snaga. Etnički Armenci i Rusi u Abhaziji uglavnom su podržavali abhaške separatiste. Separatisti su dobili podršku od tisuću sjevernokavkaskih boraca i kozačkih militanata, kao i od Ruske Federacije i njezinih snaga smještenih u Abhaziji.
Veći dio sukoba bio je narušen gruzijskim građanskim nemirima (između pristaša svrgnutog gruzijskog predsjednika Zvijada Gamsahurdije (1991. – 1992.) i pučističkom vladom koju je vodio Eduard Ševardnadze), kao i gruzijsko-osetijskim sukobom od 1989. godine nadalje.
Došlo je do značajnih kršenja ljudskih prava i zločina sa svih strana, što je kulminiralo u razdoblju nakon što je Abhazija zauzela Suhumi 27. rujna 1993. godine, koja je (prema Organizaciji za europsku sigurnost i suradnju) praćena velikom kampanjom etničkog čišćenja protiv etničkog gruzijskog stanovništva. Misiju za utvrđivanje činjenica poslao je glavni tajnik UN-a u listopadu 1993., koji je izvijestio o velikom broju ozbiljnih kršenja ljudskih prava od strane Abhazije i Gruzije. Između 13 000 i 20 000 etničkih Gruzina i oko 3000 Abhaza ubijeno je, više od 250 000 Gruzna postalo je interno raseljeno ili izbjeglo, a 2000 se vodi kao nestalo.
Rat je teško pogodio postsovjetsku Gruziju, koja je pretrpjela značajnu financijsku, ljudsku i psihološku štetu. Borbe i kasniji sporadični sukobi uništili su Abhaziju.

## Pozadina
Situacija u Autonomnoj sovjetskoj socijalističkoj republici Abhaziji napeta je od kasnih 1980-ih, kada je antisovjetska, gruzijska oporba počela tražiti neovisnost od Sovjetskog Saveza. U ožujku 1989. godine abhaški nacionalisti zatražili su u Deklaraciji Lihni službeno uspostavljanje posebne Sovjetske socijalističke republike (koja se temelji na presedanu postojanja posebne Abhazijske SSR tijekom 1925. – 1931. Deklaraciju je potpisao rektor Sveučilišta u Suhumiju. Studenti etničkih gruzijskih sveučilišta najavili su prosvjede, ali ih je gruzijska vlada zabranila. Međutim, studenti su se okupili i napali su ih etnički Abhazi. Gruzijski antisovjetski pokret bio je ogorčen događajem i uključio je izjave studenata protiv abhazijske secesije na svoj popis slogana, koje je nosilo nekoliko tisuća gruzijskih demonstranata u Tbilisiju. Kao odgovor na proteste, sovjetske trupe upućene su u Tbilisi, što je rezultiralo Devetotravanjskom tragedijom.

## Rat

### Predratni incidenti
Posljedično, prvi oružani sukobi između predstavnika abhaškog i gruzijskog stanovništva dogodili su se 16. – 17. srpnja 1989. u Skhumiju. Sukob je izazvala odluka gruzijske vlade da pretvori gruzijski sektor Državnog sveučilišta Suhumi u ogranak Tbiliskog državnog sveučilišta. Abhazi su se žestoko protivili novom sveučilištu i vidjeli su ga kao instrument za proširenje gruzijske dominacije. Iako je Vrhovni sovjet SSSR-a zaključio da gruzijska vlada nema zakonsko pravo odobriti novo sveučilište, jedan je prijemni ispit zakazan za 15. srpnja. Nastali građanski nemiri brzo su se pretvorili u militarizirane sukobe koji su, prema službenim izvještajima, rezultirali s 18 smrtnih slučajeva i najmanje 448 ranjenih, od kojih su 302 bili Gruzijci. Kao odgovor, postrojbe Ministarstva unutarnjih poslova raspoređene su kako bi ugušile nemire.
Do srpnja 1990., budući da se niti jedna strana nije osjećala dovoljno jakom dato pitanje riješi vojnim putem, gruzijsko-abhaški antagonizmi uglavnom su prebačeni u zakonodavna tijela, pa je isprve u Abhaziji bili više pravnih sukoba, odnosno, "ratova zakona", sve dok u kolovozu 1992. nisu izbila oružana neprijateljstva. Za to je vrijeme vlada Sovjetskog Saveza imala vrlo malo mogućnosti da spriječi međunacionalne sukobe, budući da je i sama bila na rubu propasti. Etnička raspodjela ili kvote uvedena prije izbora za Vrhovni sovjet Abhazije 1991. godine, imalo je za rezultat sastav koji nije točno odražavao etničku pripadnost konstitutivnog stanovništva. Dakle, od 65 mjesta Abhazi (17% stanovništva) dobili su 28; Gruzijci (45%), 26; a preostalih 11 podijeljeno je među ostalim skupinama (Armenci, Rusi; potonji čine 33% stanovništva).

### Gruzijska ofanziva
U lipnju 1992. napetosti oko autonomije dostigle su kritičnu fazu, kada su abhaški militanti napali vladine zgrade u Suhumiju. 23. srpnja 1992. godine vlada Abhazije proglasila je neovisnost regije, iako nije bila međunarodno priznata. 14. kolovoza 1992., gruzijske policijske snage i Nacionalna garda poslane su ponovno uspostaviti vladinu kontrolu nad Abhazijom. Redovi gruzijskih trupa djelomično su popunjeni pražnjenjem zatvora jer su neki od zatvorenika pušteni pod uvjetom da se bore u Abhaziji. Borbe su izbile istog dana. Dana 18. kolovoza 1992., separatistička vlada pobjegla je iz Suhumija u Gudautu. Gruzijske su snage tada okupirale veći dio Abhazije.
22. kolovoza 1992., Konfederacija gorskih naroda Kavkaza izdala je "dekret" svog predsjedniku Muse Šanibova i predsjednika skupštine Jusufa Soslanbekova:
"Kako ne postoji drugi način za povlačenje gruzijske vojske okupatora s teritorija suverene Abhazije, a u svrhu provedbe rezolucije 10. zasjedanja CMPC-a, naređujemo:
1. Sva sjedišta Konfederacije moraju poslati dobrovoljce na teritorij Abhazije kako bi vojno slomili agresora.
2. Sve vojne formacije Konfederacije moraju provoditi vojne akcije protiv bilo kojih snaga koje im se suprotstave i pokušati doći do teritorija Abhazije bilo kojom metodom.
3. Proglasiti Tbilisi zonom katastrofe. Pri tome se koriste sve metode, uključujući teroristička djela.
4. Proglasiti sve ljude gruzijske nacionalnosti na teritoriju Konfederacije taocima.
5. Zadržat će se sve vrste tereta usmjerene prema Gruziji.[11]

25. kolovoza, Giorgi Karkarašvili, gruzijski vojni zapovjednik, putem televizije je objavio da gruzijske snage neće uzimati zarobljenike. Obećao je da neće biti nanesena šteta mirnim stanovnicima Abhazije i da će se voditi mirovni pregovori. Upozorio je separatiste da će, ako mirovni pregovori ne uspiju i ako bude ubijeno 100 000 Gruzijaca, preostalih 97 000 etničkih Abhaza, koji su podržavali Ardzinbu, poginuti. Karkarašvili je kasnije navodno prijetio abhaškom političaru Vladislavu Ardzinbi da ne poduzima nikakve akcije kojima bi abhaška nacija ostala bez potomaka i na taj način odgovornost za buduće smrtne slučajeve stavio na Ardzinbu osobno.  Kasnije su njegov govor separatisti koristili kao propagandu i kako bi opravdali vlastite postupke.
Na objema stranama došlo je do velikih etničkog čišćenja popraćenog zvjerstvima, a Abhazi su raseljeni s teritorija pod nadzorom Gruzije i obrnuto. Bilo je mnogih zlouporaba ljudskih prava, uglavnom pljački, odmetničkih djela, uz uzimanje talaca i druga kršenja humanitarnog zakona. Činile su to obje strane diljem Abhazije.
Nakon zauzimanja Suhumija, gruzijske snage (uključujući paravojne formacije Mhedrioni) bavile su se "opakim, etnički utemeljenim pljačkama, napadima i ubojstvima". Uz pljačku, abhaški spomenici kulture uništeni su na način koji, prema nekim izvješćima, sugerira namjerno ciljanje. Otpuštene su sveučilišne zgrade, a muzeji i druge kulturne zbirke razbijeni. Gruzijske trupe spalile su abhaške nacionalne arhive. Navodno lokalni vatrogasci nisu pokušali ugušiti požar. Jedna obitelj abhaških izbjeglica iz Suhumija tvrdila je da su pijane gruzijske trupe provalile u njihov stan pucajući iz automatskog oružja, rekavši im "da zauvijek napuste Skhumi, jer je Suhumi gruzijski". Prema njihovim navodima, ukrali su im nakit, napali supruga i potom ih sve izbacili na ulicu. Isti svjedoci izvijestili su kako su mrtve abhaške civile, uključujući žene i starije ljude, razbacali po ulicama, iako su borbe završene danima prije.
Na kraju ove faze sukoba, gruzijska vojska zauzela je veći dio Abhazije. Džepovi abhaških snaga opkoljeni su u dijelovima okruga Očamčire i Tkvarčeli, dok su u Gudauti našli stisnuti između gruzijskih trupa u Gagri i Suhumiju.

### Prekid vatre i pad Gagre
3. rujna 1992. u Moskvi je pregovarano o prekidu vatre. Prema sporazumu, gruzijske snage trebale su se povući iz okruga Gagra. Gruzijska strana je provela dogovoreno i napustila svoje položaje. Kao rezultat toga, lokalno gruzijsko stanovništvo Gagre ostalo je bez obrane. Prekid vatre ubrzo je prekršila abhaška strana. Tisuće dobrovoljačkih paravojnih formacija, uglavnom Čečena i Kozaka iz militarizirane Konfederacije gorskih naroda Kavkaza (KGNK) i abhaške vojske, opremljeni tenkovima T-72, raketnim bacačima BM-21 Grad, jurišnim avionima Suhoj Su-25 i helikopterima. Gruzija je optužila Rusiju za isporuku ove opreme, jer je Abhazi ranije nisu koristili. Abhške i snage KGNK-a napale su grad Gagra 1. listopada. Male gruzijske snage koje su ostale u gradu kratko su obranila Gagru prije povlačenja, a zatim se ponovno okupili i zauzeli grad. No, sutradan, protivnici su se ponovo konsolidirali, izvršili još jedan napad i zauzele Gagru. Ruska mornarica započela je blokadu luke u blizini Gagre. Ruski tanker "Don" isporučio je 420 tona goriva Gudauti pod nadzorom separatista.
Tisuće gruzijskih vojnika i civila pobjeglo je na sjever, ušavši u Rusiju prije nego što su prevezeni nazad u Gruziju. Abhaškim osvajanjem Gagre oni koji su ostali, prisilno su protjerani, a ukupno je ubijeno 429. Jedna se Gruzijka prisjetila kako je gledala kako muža muče i sahranjuju živog:
»Mog supruga Sergu odvukli su i vezali za drvo. Abhaška žena po imenu Zoja Tsvizba donijela je poslužavnik na kojem je bilo puno soli. Uzela je nož i počela nanositi rane mom mužu. Zatim je bacila sol rane moga muža. Tako su ga mučili deset minuta. Onda su prisilili mladog gruzijskog dječaka (ubili su ga nakon toga) da iskopa rupu traktorom. Smjestili su mog supruga u ovu rupu i pokopali ga živog. Jedino čega se sjećam da je rekao, prije nego što je bio prekriven šljunkom i pijeskom, bilo je: 'Dali, čuvaj djecu!'«
Čečeni i drugi sjeverni Kavkažani okupili su zarobljene vojnike i civile na lokalnom stadionu i pogubili ih. Nekima su odrubljene glave, a glave su im korištene za igranje nogometa. To je 2001. godine spomenuo Vladimir Putin govoreći o nedostatku suradnje Gruzije u borbi protiv čečenskih militanata: "Čini se da su gruzijske vlasti zaboravile kako su čečenski teroristi koristili glave Gruzijaca kao nogometne lopte za vrijeme abhazijske krize. Da, nažalost, to je činjenica. "
Abhaške snage, uglavnom podržane ruskom vojnom prisutnošću u regiji, sada su imale kontrolu nad Gagrom, Gudautom (gdje ostaje bivše ruska vojna baza) i Tkvarčelijem i brzo se približavale Suhumiju. Protjerani Gruzijci pobjegli su u Rusiju kopnenom granicom ili ih je evakuirala ruska mornarica.

### Bombardiranje i opsada Suhumija
U prosincu 1992., abhaške trupe započele su granatiranje Suhumija, kojeg još drže Gruzijci. Dana 4. ožujka 1993., Eduard Ševardnadze, šef Državnog vijeća Gruzije, stiže u glavni grad regije kako bi preuzeo kontrolu nad obrambenim operacijama u gradu. Ministar gospodarstva Beslan Kobahia stigao je u Suhumi tijekom pregovora s Gogom Haindravom. Prema Kobahiji, separatistički čelnik Ardzinba dao bi ostavku ako bi Ševardnadze učinio isto. Nije odobravao vandalizam u Gagri i napomenuo je da Abhazija službeno nikada nije izjavila da se namjerava odcijepiti od Gruzije. Kao vrhovni zapovjednik gruzijskih vojnih snaga, Eduard Ševardnadze izdao je naredbu "mjere obrane regije Očamčire i Suhumija" u kojoj je stajalo: "Vojne formacije različitih zemalja skupljaju se na području Gudaute i Gumiste. Raspolažemo podacima da imaju ozbiljan cilj zauzeti Suhumi i unijeti kaos i previranja u cijelu Gruziju." 10. veljače Ševardnadze je imenovao Gurama Gabiskiriju za gradonačelnika Suhumija. U međuvremenu, gruzijski parlament donio je službenu deklaraciju u kojoj Rusiju optužuje za agresiju na Gruziju i zahtijeva povlačenje svih ruskih vojnih snaga s teritorija Abhazije.
Dana 16. ožujka 1993., u 6 i u 9 sati, snage Abhaza i KGNK-a pokrenule su opsežni napad na Suhumi što je rezultiralo masovnim razaranjem i velikim žrtvama među civilima. U 2 sata ujutro abhaška strana započela je topničko bombardiranje gruzijskih položaja na rijeci Gumisti i Suhumiju. Kasnije tijekom dana nekoliko ruskih aviona Su-25 napalo je Suhumi, i ti napadi trajali su do jutra sljedećeg dana. Ruski specijalni odred vodio je operaciju koju su pratili abhaški borci i pripadnici KGNK-a. Prešli su rijeku Gumistu i zauzeli dio Ahadare, ali gruzijske snage uspješno su zaustavile njihovo napredovanje.
14. svibnja potpisan je kratkotrajni prekid vatre. Prema gruzijskim izvorima, 2. srpnja brod ruske mornarice iskrcao je do 600 ruskih zračnih trupa blizu sela Tamiši i sudjelovao u žestokoj borbi s gruzijskim trupama. Ta bitka bila je jedna od najkrvavijih u ratu, s nekoliko stotina ubijenih i ranjenih s obje strane. Unatoč početnim neuspjesima, gruzijske snage su uspjele ponovno zauzeti svoje položaje. U srpnju su ruski odredi, abhaška vojska i volonteri KGNK-a zauzeli sela Ahalšeni, Guma i Šroma u regiji Suhumi.

### Abhaška ofenziva na Ešeru, Gulripši, Kamani i Šromu
Sela uz rijeku Gumistu (sjeverno i istočno od Suhumija) kao što su Ahadara, Kamani i Šroma, koja su bila jako naseljena etničkim Gruzijima, postala su strateški važno područje, što je motoriziranim jedinicama omogućilo da dođu do Suhumija, glavnog grada Abhazije. Nakon neuspjelog pokušaja juriša na Suhumi sa zapada, abhaške formacije i njihovi saveznici preusmjerili su svoju ofenzivu na sjevernu i istočnu stranu Suhumija. Dana 2. srpnja 1993. godine, pod ruskim vojnim direktivama i pomorskom potporom, Abhazi i njihovi saveznici (Konfederacija gorskih naroda Kavkaza) napali su sela na rijeci Gumisti. Gruzijska strana nije očekivala napade sa sjeverne ili istočne strane okruga Suhumi, pa su pretrpjele velike gubitke (čak 500 mrtvih u roku od sat vremena od napada), a obrambenu liniju oko Suhumija probila je abhaška ofenziva. Dana 5. srpnja 1993., abhaški, armenski, ruski i sjevernokavkaski odredi upali su u sela Ahalšeni, Guma i Šroma. Posljednja ofanziva dogodila se 9. srpnja u selu Kamani. Kamani je bilo selo Svana (sub-etničke grupa Gruzijskog naroda), u kojem se nalazila crkva sv. Jurja i samostan. Nakon pada sela, većinu njegovih stanovnika (uključujući časne sestre i svećenike) ubile su abhaške formacije i njihovi saveznici (vidi pokolj u Kamaniju).
U to su vrijeme abhaški separatisti zauzeli gotovo sve strateške položaje i počeli su opsjedati Suhumi. Ubrzo nakon toga, predsjednik gruzijskog Vijeća obrane Abhazije Tamaz Nadareišvili dao je ostavku zbog lošeg zdravlja, a naslijedio ga je član gruzijskog parlamenta Žiuli Šartava.
15. kolovoza 1993. godine, Grčka je izvela humanitarnu operaciju, operaciju "Zlatno runo", evakuirajući 1 015 Grka koji su odlučili pobjeći iz ratom zahvaćene Abhazije. Slično tome, Republika Estonija je s tri leta evakuirala 170 Estonaca iz Abhazije (prema drugom izvoru, oko 400 Estonaca je tijekom rata pobjeglo u Estoniju).

### Pad Suhumija
Još jedan prekid vatre uz posredovanje Rusije dogovoren je u Sočiju 27. srpnja i trajao je do 16. rujna, kada su abhaški separatisti prekršili sporazum (navodeći da se Gruzija ne pridržava uvjeta sporazuma) i pokrenuli veliku ofenzivu protiv Suhumija. Tijekom opsade, ruski avioni bacali su termobarične bombe na gruzijske stambene četvrti u Suhumiju i gruzijska sela uz rijeku Gumistu. Ruski novinar Dmitrij Holodov boravio je u Suhumiju prije nego što je pao i izvijestio da su ruske snage u više navrata granatirale grad, uzrokujući velike civilne žrtve.
Nakon žestoke bitke, Suhumi je pao 27. rujna. Ševardnadze je na radiju pozivao stanovništvo Suhumija:
Dragi prijatelji, građani Suhumija i Gruzije! Gruzija se suočava s najtežim danima, posebno Suhumi. U grad su ušli separatisti i strani osvajači. Ponosan sam na vašu hrabrost ... Separatistima i oportunistima sudit će povijest ... Oni ne žele da Gruzijci žive u ovom gruzijskom gradu. Mnogi od njih sanjaju da ponove tragediju Gagre ovdje ... Znam da razumijete izazov s kojim se suočavamo. Znam koliko je teška situacija. Mnogi su ljudi napustili grad, ali vi ostajete ovdje zbog Suhumija i zbog Gruzije .... Pozivam vas, građani Suhumija, borci, časnici i generali: Razumijem poteškoće sada na vašem položaju, ali nemamo pravo odstupiti, moramo biti čvrsto na tlu. Moramo utvrditi grad i spasiti Suhumi. Želio bih vam reći da smo svi - vlada Abhazije, Kabinet ministara, gospodin Žiuli Šartava, njegovi kolege, gradska i regionalna vlada Suhumija, spremni za akciju. Neprijatelj je svjestan naše spremnosti, zato se bori na najbrutalniji način da uništi naš voljeni Suhumi. Pozivam vas da sačuvate mir, upornost i samokontrolu. Moramo se suočiti s neprijateljem na našim ulicama onako kako zaslužuju.
Nakon zauzimanja grada od strane Abhaza, počinjen je jedan od najvećih pokolja u ratu nad preostalim i zarobljenim gruzijskim civilima u gradu. Ubijeni su gotovo svi članovi abhaške vlade koju je podržavala Gruzija, a koja je odbila napustiti grad, uključujući Gurama Gabiskiriju, Raula Eshbu i Žiulia Šartavu.
Izvještaji američkog State Departmenta iz 1994. godine također opisuju scene masovnog kršenja ljudskih prava:
Abhaske separatističke snage počinile široku lepezu zlodjela nad gruzijskim civilnim stanovništvom, ubivši mnoge žene, djecu i starce, hvatajući neke kao taoce, a druge mučeći .... Također su ubili velik broj gruzijskih civila, koji su ostali iza na teritoriju koji su zauzeli Abhazi. ...
Separatisti su provodili vladavinu terora nad većinskim gruzijskim stanovništvom, iako su i druge nacionalnosti patile. Čečeni i drugi sjeverni Kavkažani iz Ruske Federacije navodno su se pridružili lokalnim abhaškim trupama u počinjenju zločina .... Oni koji su bježali iz Abhazije iznosili su vrlo vjerodostojne tvrdnje o zločinima, uključujući ubijanje civila bez obzira na dob i spol. Leševi otkriveni na područjima koji su pod nadzorom Abhaza pokazivali su znakove opsežnog mučenja (dokazi dostupni Human Rights Watchu podupiru nalaze američkog State Departmenta).
Eduard Ševardnadze napustio je grad za dlaku izbjegavši smrt. Ubrzo su abhaške snage i snage KGNK-a pregazili cijelo područje Abhazije, ali gornja dolina Kodori ostala je u gruzijskim rukama. Totalni poraz gruzijskih snaga popraćen je etničkim čišćenjem gruzijskog stanovništva.
Kad su Abhazi ušli u moju kuću, izveli su mene i mog sedmogodišnjeg sina van. Nakon što su nas prisilili da kleknemo, uzeli su mog sina i upucali ga točno ispred mene. Nakon toga su me uhvatili za kosu i odveli do obližnjeg zdenca. Abhazijski vojnik prisilio me je da pogledam taj zdenac. Tamo sam ugledao trojicu mlađih muškaraca i nekoliko starijih žena, koji su goli stajali namakani u vodi. Vrištali su i plakali, dok su Abhazi na njih bacali leševe. Zatim su tamo bacili bombu i unutra ubacili još ljudi. Opet sam bio prisiljen klečati pred leševima. Jedan od vojnika uzeo je nož i izvadio oko jednom od mrtvih u mojoj blizini. Potom mi je tim izvađenim okom počeo trljati usne i lice. Nisam više mogao izdržati i onesvijestio sam se. Ostavili su me tamo na hrpi leševa.
U završnoj fazi bitke kod Suhumija, abhaške snage su oborile tri gruzijska civilna zrakoplovna vozila koja pripadaju Transair Georgiji, ubivši 136 ljudi (od kojih su neki bili gruzijski vojnici). Veliki broj (oko 5 000) gruzijskih civila i vojnika evakuiran je ruskim brodovima tijekom posljednjih sati bitke.

## Rezultat
Gruzija je u konačnici izgubila kontrolu nad Abhazijom, a ona se uspostavila kao de facto neovisan teritorij. Odnosi između Rusije i Abhazije poboljšali su se krajem 1990-ih i ukinuta je ekonomska blokada Abhazije. Gruzija je tvrdila da su ruska vojska i obavještajne službe presudno pridonijele porazu Gruzije u abhazijskom ratu i smatrala je ovaj sukob (zajedno s gruzijskim građanskim ratom i gruzijsko-osetijskim ratom) jednim od pokušaja Rusije da obnovi svoj utjecaj na post-sovjetskom području.